# Coccoloba jimenezii
Coccoloba jimenezii là một loài thực vật có hoa trong họ Rau răm. Loài này được Alain mô tả khoa học đầu tiên năm 1983.